# Nová Polianka (Vysoké Tatry)
Pour les articles homonymes, voir Nová Polianka.
Nová Polianka est une localité de la ville de Vysoké Tatry entièrement destinée à une fonction de soin à 1 040 m d'altitude. Elle est constituée d'un institut médical militaire et d'habitations pour les employés de celui-ci.